# Liste des anciennes communes de la Haute-Saône
Cette page a pour objectif de retracer toutes les modifications communales dans le département de Haute-Saône : les anciennes communes qui ont existé depuis la Révolution française, ainsi que les créations, les modifications officielles de nom, ainsi que les échanges de territoires entre communes.
En 1800, on comptait 645 communes dans le département de Haute-Saône, une quantité importante, dans un département plutôt peu peuplé. Ce maillage très fin va très vite être chamboulé : dès les années 1805-1808, près de 80 communes sont réunies. Il est vrai que certaines d'entre elles étaient déjà très faiblement peuplées (moins de 50 habitants, parfois moins de 20 comme Marnay-la-Ville, par exemple). Certains de ses regroupements vont éclater par la suite et le nombre de communes va se stabiliser autour de 580 unités dès 1850, un nombre qui va rester figé pendant plus d'une centaine d'années. L'exode rural prononcé aidant, nombre de communes étaient devenues fortement dépeuplées et vont accueillir favorablement la loi Marcellin : ainsi une vingtaine d'arrêtés vont-ils concerner une soixantaine de communes entre 1972 et 1974, la plus étendue, Champlitte, concentrant 7 communes. La loi Notre a redonné un timide petit souffle à cette vague de regroupements. : 7 communes nouvelles ont ainsi vu le jour depuis 2015. Aujourd'hui 536 communes forment ce territoire (au 1er janvier 2025).

## Fusions
| Nom de la nouvelle commune                  | Communes réunies                                                                    | Régime                                                                            | Date (et nature) de la décision                      | Date d'effet                                         |
| ------------------------------------------- | ----------------------------------------------------------------------------------- | --------------------------------------------------------------------------------- | ---------------------------------------------------- | ---------------------------------------------------- |
| Colombine                                   | Choye                                                                               | commune nouvelle (avec communes déléguées)                                        | 13 décembre 2024 (Arrêté)                            | 1er janvier 2025                                     |
| Colombine                                   | Villefrancon                                                                        | commune nouvelle (avec communes déléguées)                                        | 13 décembre 2024 (Arrêté)                            | 1er janvier 2025                                     |
| Belles-Fontaines                            | Courchaton                                                                          | commune nouvelle (avec communes déléguées)                                        | 9 décembre 2024 (Arrêté) 20 décembre 2024 (Arrêté)   | 1er janvier 2025                                     |
| Belles-Fontaines                            | Georfans                                                                            | commune nouvelle (avec communes déléguées)                                        | 9 décembre 2024 (Arrêté) 20 décembre 2024 (Arrêté)   | 1er janvier 2025                                     |
| Belles-Fontaines                            | Vellechevreux-et-Courbenans                                                         | commune nouvelle (avec communes déléguées)                                        | 9 décembre 2024 (Arrêté) 20 décembre 2024 (Arrêté)   | 1er janvier 2025                                     |
| Seveux-Motey                                | Seveux                                                                              | commune nouvelle (SANS communes déléguées)                                        | 19 décembre 2018 (Arrêté)                            | 1er janvier 2019                                     |
| Seveux-Motey                                | Motey-sur-Saône                                                                     | commune nouvelle (SANS communes déléguées)                                        | 19 décembre 2018 (Arrêté)                            | 1er janvier 2019                                     |
| Héricourt                                   | Héricourt                                                                           | commune nouvelle (avec 2 communes déléguées : Bussurel et Tavey)                  | 19 octobre 2018 (Arrêté)                             | 1er janvier 2019                                     |
| Héricourt                                   | Tavey                                                                               | commune nouvelle (avec 2 communes déléguées : Bussurel et Tavey)                  | 19 octobre 2018 (Arrêté)                             | 1er janvier 2019                                     |
| Fougerolles-Saint-Valbert                   | Fougerolles                                                                         | commune nouvelle (avec communes déléguées)                                        | 25 septembre 2018 (Arrêté)                           | 1er janvier 2019                                     |
| Fougerolles-Saint-Valbert                   | Saint-Valbert                                                                       | commune nouvelle (avec communes déléguées)                                        | 25 septembre 2018 (Arrêté)                           | 1er janvier 2019                                     |
| Servance-Miellin                            | Servance                                                                            | commune nouvelle (avec communes déléguées)                                        | 26 septembre 2016 (Arrêté)                           | 1er janvier 2017                                     |
| Servance-Miellin                            | Miellin                                                                             | commune nouvelle (avec communes déléguées)                                        | 26 septembre 2016 (Arrêté)                           | 1er janvier 2017                                     |
| La Romaine                                  | Le Pont-de-Planches                                                                 | commune nouvelle (avec communes déléguées)                                        | 24 juillet 2015 (Arrêté)                             | 1er janvier 2016                                     |
| La Romaine                                  | Greucourt                                                                           | commune nouvelle (avec communes déléguées)                                        | 24 juillet 2015 (Arrêté)                             | 1er janvier 2016                                     |
| La Romaine                                  | Vezet                                                                               | commune nouvelle (avec communes déléguées)                                        | 24 juillet 2015 (Arrêté)                             | 1er janvier 2016                                     |
| Adelans-et-le-Val-de-Bithaine               | Adelans                                                                             | fusion simple                                                                     | 22 décembre 1993 (Arrêté) 11 janvier 1994 (Arrêté)   | 1er janvier 1994                                     |
| Adelans-et-le-Val-de-Bithaine               | Bithaine-et-le-Val                                                                  | fusion simple                                                                     | 22 décembre 1993 (Arrêté) 11 janvier 1994 (Arrêté)   | 1er janvier 1994                                     |
| Champlitte                                  | Champlitte                                                                          | fusion association                                                                | 17 juin 1974 (Décret)                                | 1er juillet 1974                                     |
| Champlitte                                  | Frettes (département de Haute-Marne)                                                | fusion association                                                                | 17 juin 1974 (Décret)                                | 1er juillet 1974                                     |
| Fouvent-Saint-Andoche                       | Fouvent-le-Haut                                                                     | fusion association                                                                | 5 juin 1973 (Arrêté)                                 | 1er juillet 1973                                     |
| Fouvent-Saint-Andoche                       | Fouvent-le-Bas                                                                      | fusion association                                                                | 5 juin 1973 (Arrêté)                                 | 1er juillet 1973                                     |
| Fouvent-Saint-Andoche                       | Saint-Andoche                                                                       | fusion association                                                                | 5 juin 1973 (Arrêté)                                 | 1er juillet 1973                                     |
| Velesmes-Échevanne                          | Velesmes                                                                            | fusion association (fusion simple depuis le 1-2-2017)                             | 2 mars 1973 (Arrêté)                                 | 1er avril 1973                                       |
| Velesmes-Échevanne                          | Échevanne                                                                           | fusion association (fusion simple depuis le 1-2-2017)                             | 2 mars 1973 (Arrêté)                                 | 1er avril 1973                                       |
| Broye-lès-Pesmes-Aubigney-Montseugny        | Broye-lès-Pesmes                                                                    | fusion association                                                                | 22 décembre 1972 (Arrêté)                            | 31 décembre 1972                                     |
| Broye-lès-Pesmes-Aubigney-Montseugny        | Aubigney                                                                            | fusion association                                                                | 22 décembre 1972 (Arrêté)                            | 31 décembre 1972                                     |
| Broye-lès-Pesmes-Aubigney-Montseugny        | Montseugny                                                                          | fusion association                                                                | 22 décembre 1972 (Arrêté)                            | 31 décembre 1972                                     |
| Athesans-Étroitefontaine                    | Athesans                                                                            | fusion association                                                                | 21 décembre 1972 (Arrêté)                            | 31 décembre 1972                                     |
| Athesans-Étroitefontaine                    | Étroitefontaine                                                                     | fusion association                                                                | 21 décembre 1972 (Arrêté)                            | 31 décembre 1972                                     |
| Beaumotte-lès-Montbozon-et-Aubertans        | Beaumotte-lès-Montbozon                                                             | fusion association                                                                | 21 décembre 1972 (Arrêté)                            | 31 décembre 1972                                     |
| Beaumotte-lès-Montbozon-et-Aubertans        | Aubertans                                                                           | fusion association                                                                | 21 décembre 1972 (Arrêté)                            | 31 décembre 1972                                     |
| Framont                                     | Frânois                                                                             | fusion simple                                                                     | 21 décembre 1972 (Arrêté)                            | 31 décembre 1972                                     |
| Framont                                     | Mont-le-Frânois                                                                     | fusion simple                                                                     | 21 décembre 1972 (Arrêté)                            | 31 décembre 1972                                     |
| Purgerot-Arbecey                            | Purgerot (commune rétablie en 1977)                                                 | fusion association (dissoute en 1977)                                             | 21 décembre 1972 (Arrêté)                            | 31 décembre 1972                                     |
| Purgerot-Arbecey                            | Arbecey (commune rétablie en 1977)                                                  | fusion association (dissoute en 1977)                                             | 21 décembre 1972 (Arrêté)                            | 31 décembre 1972                                     |
| Saulnot                                     | Saulnot                                                                             | fusion association (fusion simple depuis le 1-5-1997, pour Gonvillars, seulement) | 21 décembre 1972 (Arrêté)                            | 31 décembre 1972                                     |
| Saulnot                                     | Corcelles                                                                           | fusion association (fusion simple depuis le 1-5-1997, pour Gonvillars, seulement) | 21 décembre 1972 (Arrêté)                            | 31 décembre 1972                                     |
| Saulnot                                     | Gonvillars                                                                          | fusion association (fusion simple depuis le 1-5-1997, pour Gonvillars, seulement) | 21 décembre 1972 (Arrêté)                            | 31 décembre 1972                                     |
| Soing-Cubry-Charentenay                     | Soing                                                                               | fusion association                                                                | 21 décembre 1972 (Arrêté)                            | 31 décembre 1972                                     |
| Soing-Cubry-Charentenay                     | Charentenay                                                                         | fusion association                                                                | 21 décembre 1972 (Arrêté)                            | 31 décembre 1972                                     |
| Soing-Cubry-Charentenay                     | Cubry-lès-Soing                                                                     | fusion association                                                                | 21 décembre 1972 (Arrêté)                            | 31 décembre 1972                                     |
| Dampierre-sur-Linotte                       | Dampierre-sur-Linotte                                                               | fusion simple                                                                     | 20 décembre 1972 (Arrêté)                            | 31 décembre 1972                                     |
| Dampierre-sur-Linotte                       | Presle                                                                              | fusion simple                                                                     | 20 décembre 1972 (Arrêté)                            | 31 décembre 1972                                     |
| Dampierre-sur-Linotte                       | Trevey                                                                              | fusion simple                                                                     | 20 décembre 1972 (Arrêté)                            | 31 décembre 1972                                     |
| Avrigney-Virey                              | Avrigney                                                                            | fusion association                                                                | 18 décembre 1972 (Arrêté)                            | 31 décembre 1972                                     |
| Avrigney-Virey                              | Virey                                                                               | fusion association                                                                | 18 décembre 1972 (Arrêté)                            | 31 décembre 1972                                     |
| Châlonvillars-Mandrevillars                 | Châlonvillars (commune rétablie en 1989)                                            | fusion association (dissoute en 1989)                                             | 18 décembre 1972 (Arrêté)                            | 31 décembre 1972                                     |
| Châlonvillars-Mandrevillars                 | Mandrevillars (commune rétablie en 1989)                                            | fusion association (dissoute en 1989)                                             | 18 décembre 1972 (Arrêté)                            | 31 décembre 1972                                     |
| Champlitte                                  | Champlitte-et-le-Prélot                                                             | fusion association                                                                | 18 décembre 1972 (Arrêté)                            | 31 décembre 1972                                     |
| Champlitte                                  | Champlitte-la-Ville                                                                 | fusion association                                                                | 18 décembre 1972 (Arrêté)                            | 31 décembre 1972                                     |
| Champlitte                                  | Leffond                                                                             | fusion association                                                                | 18 décembre 1972 (Arrêté)                            | 31 décembre 1972                                     |
| Champlitte                                  | Margilley                                                                           | fusion association                                                                | 18 décembre 1972 (Arrêté)                            | 31 décembre 1972                                     |
| Champlitte                                  | Montarlot-lès-Champlitte                                                            | fusion association                                                                | 18 décembre 1972 (Arrêté)                            | 31 décembre 1972                                     |
| Champlitte                                  | Neuvelle-lès-Champlitte                                                             | fusion association                                                                | 18 décembre 1972 (Arrêté)                            | 31 décembre 1972                                     |
| Haut-du-Them-Château-Lambert                | Le Haut-du-Them                                                                     | fusion association (fusion simple depuis le 1-3-2014)                             | 18 décembre 1972 (Arrêté)                            | 31 décembre 1972                                     |
| Haut-du-Them-Château-Lambert                | Château-Lambert                                                                     | fusion association (fusion simple depuis le 1-3-2014)                             | 18 décembre 1972 (Arrêté)                            | 31 décembre 1972                                     |
| Héricourt                                   | Héricourt                                                                           | fusion association (pour Bussurel) fusion simple (pour Byans)                     | 18 décembre 1972 (Arrêté)                            | 31 décembre 1972                                     |
| Héricourt                                   | Bussurel                                                                            | fusion association (pour Bussurel) fusion simple (pour Byans)                     | 18 décembre 1972 (Arrêté)                            | 31 décembre 1972                                     |
| Héricourt                                   | Byans                                                                               | fusion association (pour Bussurel) fusion simple (pour Byans)                     | 18 décembre 1972 (Arrêté)                            | 31 décembre 1972                                     |
| Senargent-Mignafans                         | Senargent                                                                           | fusion association                                                                | 18 décembre 1972 (Arrêté)                            | 31 décembre 1972                                     |
| Senargent-Mignafans                         | Mignafans                                                                           | fusion association                                                                | 18 décembre 1972 (Arrêté)                            | 31 décembre 1972                                     |
| Jussey                                      | Jussey                                                                              | fusion association                                                                | 12 décembre 1972 (Arrêté)                            | 31 décembre 1972                                     |
| Jussey                                      | Noroy-lès-Jussey                                                                    | fusion association                                                                | 12 décembre 1972 (Arrêté)                            | 31 décembre 1972                                     |
| Rioz                                        | Rioz                                                                                | fusion association                                                                | 12 décembre 1972 (Arrêté)                            | 31 décembre 1972                                     |
| Rioz                                        | Les Fontenis                                                                        | fusion association                                                                | 12 décembre 1972 (Arrêté)                            | 31 décembre 1972                                     |
| La Roche-Morey                              | Morey                                                                               | fusion association (fusion simple depuis le 1-4-1990, pour Suaucourt, seulement)  | 12 décembre 1972 (Arrêté)                            | 31 décembre 1972                                     |
| La Roche-Morey                              | Betoncourt-les-Ménétriers                                                           | fusion association (fusion simple depuis le 1-4-1990, pour Suaucourt, seulement)  | 12 décembre 1972 (Arrêté)                            | 31 décembre 1972                                     |
| La Roche-Morey                              | Saint-Julien                                                                        | fusion association (fusion simple depuis le 1-4-1990, pour Suaucourt, seulement)  | 12 décembre 1972 (Arrêté)                            | 31 décembre 1972                                     |
| La Roche-Morey                              | Suaucourt-et-Pisseloup                                                              | fusion association (fusion simple depuis le 1-4-1990, pour Suaucourt, seulement)  | 12 décembre 1972 (Arrêté)                            | 31 décembre 1972                                     |
| Beaujeu-Saint-Vallier-Pierrejux-et-Quitteur | Beaujeu-Saint-Vallier-et-Pierrejux                                                  | fusion association                                                                | 5 octobre 1972 (Arrêté)                              | 31 décembre 1972                                     |
| Beaujeu-Saint-Vallier-Pierrejux-et-Quitteur | Quitteur                                                                            | fusion association                                                                | 5 octobre 1972 (Arrêté)                              | 31 décembre 1972                                     |
| Dambenoît-lès-Colombe                       | Dambenoît                                                                           | fusion simple                                                                     | 5 octobre 1972 (Arrêté)                              | 31 décembre 1972                                     |
| Dambenoît-lès-Colombe                       | Colombe-lès-Bithaine                                                                | fusion simple                                                                     | 5 octobre 1972 (Arrêté)                              | 31 décembre 1972                                     |
| Saint-Loup-Nantouard                        | Saint-Loup-lès-Gray                                                                 | fusion simple                                                                     | 5 octobre 1972 (Arrêté)                              | 31 décembre 1972                                     |
| Saint-Loup-Nantouard                        | Nantouard                                                                           | fusion simple                                                                     | 5 octobre 1972 (Arrêté)                              | 31 décembre 1972                                     |
| Loulans-Verchamp                            | Loulans-les-Forges                                                                  | fusion                                                                            | 19 juin 1970 (Arrêté) 20 juillet 1970 (Arrêté)       | 2 octobre 1970                                       |
| Loulans-Verchamp                            | Verchamp                                                                            | fusion                                                                            | 19 juin 1970 (Arrêté) 20 juillet 1970 (Arrêté)       | 2 octobre 1970                                       |
| Vauconcourt-Nervezain                       | Vauconcourt                                                                         | fusion                                                                            | 1er janvier 1970 (Arrêté),                           | 28 janvier 1970                                      |
| Vauconcourt-Nervezain                       | Nervezain                                                                           | fusion                                                                            | 1er janvier 1970 (Arrêté),                           | 28 janvier 1970                                      |
| Ruhans                                      | Ruhans                                                                              | fusion                                                                            | 16 février 1965 (Arrêté)                             | 24 février 1965                                      |
| Ruhans                                      | La Villedieu-lès-Quenoche                                                           | fusion                                                                            | 16 février 1965 (Arrêté)                             | 24 février 1965                                      |
| Recologne-lès-Rioz                          | Recologne-lès-Rioz                                                                  | fusion                                                                            | 28 juillet 1964 (Arrêté)                             | 6 août 1964                                          |
| Recologne-lès-Rioz                          | Éguilley                                                                            | fusion                                                                            | 28 juillet 1964 (Arrêté)                             | 6 août 1964                                          |
| Aboncourt-Gesincourt                        | Gesincourt                                                                          | fusion                                                                            | 18 avril 1964 (Arrêté)                               | 24 avril 1964                                        |
| Aboncourt-Gesincourt                        | Aboncourt                                                                           | fusion                                                                            | 18 avril 1964 (Arrêté)                               | 24 avril 1964                                        |
| Saint-Broing-Corneux                        | Saint-Broing                                                                        | fusion                                                                            | 14 avril 1841 (Ordonnance)                           | 14 avril 1841 (Ordonnance)                           |
| Saint-Broing-Corneux                        | Corneux                                                                             | fusion                                                                            | 14 avril 1841 (Ordonnance)                           | 14 avril 1841 (Ordonnance)                           |
| Montureux-et-Prantigny                      | Montureux                                                                           | fusion                                                                            | 1838                                                 | 1838                                                 |
| Montureux-et-Prantigny                      | Prantigny                                                                           | fusion                                                                            | 1838                                                 | 1838                                                 |
| Perrouse                                    | Perrouse                                                                            | fusion                                                                            | 1834,                                                | 1834,                                                |
| Perrouse                                    | Villiers-le-Temple                                                                  | fusion                                                                            | 1834,                                                | 1834,                                                |
| Villers-Pater                               | Villers-Pater                                                                       | fusion                                                                            | 1834,                                                | 1834,                                                |
| Villers-Pater                               | Argirey                                                                             | fusion                                                                            | 1834,                                                | 1834,                                                |
| Gézier-et-Fontenelay                        | Gézier                                                                              | fusion                                                                            | 1817                                                 | 1817                                                 |
| Gézier-et-Fontenelay                        | Fontenelay                                                                          | fusion                                                                            | 1817                                                 | 1817                                                 |
| Essertenne-et-Cecey                         | Essertenne                                                                          | fusion                                                                            | 1815                                                 | 1815                                                 |
| Essertenne-et-Cecey                         | Cecey                                                                               | fusion                                                                            | 1815                                                 | 1815                                                 |
| Saulnot                                     | Saulnot                                                                             | fusion                                                                            | 17 janvier 1814 (Décret)                             | 17 janvier 1814 (Décret)                             |
| Saulnot                                     | Malval                                                                              | fusion                                                                            | 17 janvier 1814 (Décret)                             | 17 janvier 1814 (Décret)                             |
| Larians-et-Munans                           | Larians                                                                             | fusion                                                                            | 1812                                                 | 1812                                                 |
| Larians-et-Munans                           | Munans                                                                              | fusion                                                                            | 1812                                                 | 1812                                                 |
| Aillevillers-et-Lyaumont                    | Aillevillers                                                                        | fusion                                                                            | 11 décembre 1808 (Décret)                            | 11 décembre 1808 (Décret)                            |
| Aillevillers-et-Lyaumont                    | Le Lyaumont                                                                         | fusion                                                                            | 11 décembre 1808 (Décret)                            | 11 décembre 1808 (Décret)                            |
| Chagey                                      | Chagey                                                                              | fusion                                                                            | 11 décembre 1808 (Décret)                            | 11 décembre 1808 (Décret)                            |
| Chagey                                      | Genechier                                                                           | fusion                                                                            | 11 décembre 1808 (Décret)                            | 11 décembre 1808 (Décret)                            |
| Chauvirey-le-Châtel-et-Chauvirey-le-Vieil   | Chauvirey-le-Châtel (commune rétablie en 1845)                                      | fusion                                                                            | 25 février 1808 (Décret)                             | 25 février 1808 (Décret)                             |
| Chauvirey-le-Châtel-et-Chauvirey-le-Vieil   | Chauvirey-le-Vieil (commune rétablie en 1845)                                       | fusion                                                                            | 25 février 1808 (Décret)                             | 25 février 1808 (Décret)                             |
| Cirey                                       | Cirey                                                                               | fusion                                                                            | 25 février 1808 (Décret)                             | 25 février 1808 (Décret)                             |
| Cirey                                       | Marloz                                                                              | fusion                                                                            | 25 février 1808 (Décret)                             | 25 février 1808 (Décret)                             |
| Colombier-et-Comberjon                      | Colombier (commune rétablie en 1842)                                                | fusion                                                                            | 25 février 1808 (Décret)                             | 25 février 1808 (Décret)                             |
| Colombier-et-Comberjon                      | Comberjon (commune rétablie en 1842)                                                | fusion                                                                            | 25 février 1808 (Décret)                             | 25 février 1808 (Décret)                             |
| Héricourt                                   | Héricourt                                                                           | fusion                                                                            | 25 février 1808 (Décret)                             | 25 février 1808 (Décret)                             |
| Héricourt                                   | Saint-Valbert-Héricourt                                                             | fusion                                                                            | 25 février 1808 (Décret)                             | 25 février 1808 (Décret)                             |
| Vallerois-le-Bois                           | Vallerois-le-Bois                                                                   | fusion                                                                            | 25 février 1808 (Décret)                             | 25 février 1808 (Décret)                             |
| Vallerois-le-Bois                           | Baslières                                                                           | fusion                                                                            | 25 février 1808 (Décret)                             | 25 février 1808 (Décret)                             |
| Faymont-et-Vacheresse                       | Faymont                                                                             | fusion                                                                            | 2 février 1808 (Décret)                              | 2 février 1808 (Décret)                              |
| Faymont-et-Vacheresse                       | Vacheresse (en 1923, transférée à Moffans)                                          | fusion                                                                            | 2 février 1808 (Décret)                              | 2 février 1808 (Décret)                              |
| Courtesoult-et-Gatey                        | Courtesoult                                                                         | fusion                                                                            | 28 janvier 1808 (Décret)                             | 28 janvier 1808 (Décret)                             |
| Courtesoult-et-Gatey                        | Gatey                                                                               | fusion                                                                            | 28 janvier 1808 (Décret)                             | 28 janvier 1808 (Décret)                             |
| Anchenoncourt-et-Chazel                     | Anchenoncourt                                                                       | fusion                                                                            | 22 janvier 1808 (Décret)                             | 22 janvier 1808 (Décret)                             |
| Anchenoncourt-et-Chazel                     | Chazel                                                                              | fusion                                                                            | 22 janvier 1808 (Décret)                             | 22 janvier 1808 (Décret)                             |
| Beaujeu-Saint-Vallier-et-Pierrejux          | Beaujeu-et-Pierrejux                                                                | fusion                                                                            | 22 janvier 1808 (Décret)                             | 22 janvier 1808 (Décret)                             |
| Beaujeu-Saint-Vallier-et-Pierrejux          | Saint-Vallier                                                                       | fusion                                                                            | 22 janvier 1808 (Décret)                             | 22 janvier 1808 (Décret)                             |
| Genevrey                                    | Genevrey                                                                            | fusion                                                                            | 22 janvier 1808 (Décret)                             | 22 janvier 1808 (Décret)                             |
| Genevrey                                    | Servigney (commune rétablie en 1832)                                                | fusion                                                                            | 22 janvier 1808 (Décret)                             | 22 janvier 1808 (Décret)                             |
| Mailley-et-Chazelot                         | Mailley                                                                             | fusion                                                                            | 22 janvier 1808 (Décret)                             | 22 janvier 1808 (Décret)                             |
| Mailley-et-Chazelot                         | Chazelot                                                                            | fusion                                                                            | 22 janvier 1808 (Décret)                             | 22 janvier 1808 (Décret)                             |
| Roche-sur-Linotte-et-Sorans-les-Cordiers    | Roche-sur-Linotte                                                                   | fusion                                                                            | 22 janvier 1808 (Décret)                             | 22 janvier 1808 (Décret)                             |
| Roche-sur-Linotte-et-Sorans-les-Cordiers    | Sorans-les-Cordiers                                                                 | fusion                                                                            | 22 janvier 1808 (Décret)                             | 22 janvier 1808 (Décret)                             |
| Lœuilley                                    | Lœuilley                                                                            | fusion                                                                            | 19 janvier 1808 (Décret)                             | 19 janvier 1808 (Décret)                             |
| Lœuilley                                    | Attricourt (commune rétablie en 1821)                                               | fusion                                                                            | 19 janvier 1808 (Décret)                             | 19 janvier 1808 (Décret)                             |
| Chenevrey-et-Morogne                        | Chenevrey                                                                           | fusion                                                                            | 15 janvier 1808 (Décret)                             | 15 janvier 1808 (Décret)                             |
| Chenevrey-et-Morogne                        | Morogne                                                                             | fusion                                                                            | 15 janvier 1808 (Décret)                             | 15 janvier 1808 (Décret)                             |
| Lomont                                      | Lomont                                                                              | fusion                                                                            | 11 janvier 1808 (Décret),                            | 11 janvier 1808 (Décret),                            |
| Lomont                                      | Courmont (commune rétablie en 1831)                                                 | fusion                                                                            | 11 janvier 1808 (Décret),                            | 11 janvier 1808 (Décret),                            |
| Lomont                                      | Lomontot                                                                            | fusion                                                                            | 11 janvier 1808 (Décret),                            | 11 janvier 1808 (Décret),                            |
| Pennesières                                 | Pennesières                                                                         | fusion                                                                            | 1808                                                 | 1808                                                 |
| Pennesières                                 | Courboux                                                                            | fusion                                                                            | 1808                                                 | 1808                                                 |
| Suaucourt-et-Pisseloup                      | Suaucourt                                                                           | fusion                                                                            | 1808                                                 | 1808                                                 |
| Suaucourt-et-Pisseloup                      | Pisseloup                                                                           | fusion                                                                            | 1808                                                 | 1808                                                 |
| Vellechevreux-et-Courbenans                 | Vellechevreux                                                                       | fusion                                                                            | 15 novembre 1807 (Décret)                            | 15 novembre 1807 (Décret)                            |
| Vellechevreux-et-Courbenans                 | Courbenans                                                                          | fusion                                                                            | 15 novembre 1807 (Décret)                            | 15 novembre 1807 (Décret)                            |
| Auxon                                       | Auxon                                                                               | fusion                                                                            | 18 septembre 1807 (Décret)                           | 18 septembre 1807 (Décret)                           |
| Auxon                                       | Gressoux                                                                            | fusion                                                                            | 18 septembre 1807 (Décret)                           | 18 septembre 1807 (Décret)                           |
| Pusy-et-Épenoux                             | Pusy                                                                                | fusion                                                                            | 18 août 1807 (Décret)                                | 18 août 1807 (Décret)                                |
| Pusy-et-Épenoux                             | Épenoux                                                                             | fusion                                                                            | 18 août 1807 (Décret)                                | 18 août 1807 (Décret)                                |
| La Villeneuve-Bellenoye-et-la-Maize         | La Villeneuve                                                                       | fusion                                                                            | 18 août 1807 (Décret)                                | 18 août 1807 (Décret)                                |
| La Villeneuve-Bellenoye-et-la-Maize         | La Maize-et-Bellenoye                                                               | fusion                                                                            | 18 août 1807 (Décret)                                | 18 août 1807 (Décret)                                |
| Granges-le-Bourg                            | Granges-le-Bourg                                                                    | fusion                                                                            | 20 juillet 1807 (Décret)                             | 20 juillet 1807 (Décret)                             |
| Granges-le-Bourg                            | La Chapelle-lès-Granges                                                             | fusion                                                                            | 20 juillet 1807 (Décret)                             | 20 juillet 1807 (Décret)                             |
| Granges-le-Bourg                            | Crevans (commune rétablie en 1832)                                                  | fusion                                                                            | 20 juillet 1807 (Décret)                             | 20 juillet 1807 (Décret)                             |
| Granges-le-Bourg                            | Granges-la-Ville (commune rétablie en 1824)                                         | fusion                                                                            | 20 juillet 1807 (Décret)                             | 20 juillet 1807 (Décret)                             |
| Granges-le-Bourg                            | Mignafans (commune rétablie en 1832, après transfert en 1824 à Granges-la-Ville)    | fusion                                                                            | 20 juillet 1807 (Décret)                             | 20 juillet 1807 (Décret)                             |
| Granges-le-Bourg                            | Mignavillers (commune rétablie en 1835, après transfert en 1824 à Granges-la-Ville) | fusion                                                                            | 20 juillet 1807 (Décret)                             | 20 juillet 1807 (Décret)                             |
| Granges-le-Bourg                            | Secenans (commune rétablie en 1832)                                                 | fusion                                                                            | 20 juillet 1807 (Décret)                             | 20 juillet 1807 (Décret)                             |
| Beaujeu-et-Pierrejux                        | Beaujeu                                                                             | fusion                                                                            | 31 mai 1807 (Décret)                                 | 31 mai 1807 (Décret)                                 |
| Beaujeu-et-Pierrejux                        | Pierrejux                                                                           | fusion                                                                            | 31 mai 1807 (Décret)                                 | 31 mai 1807 (Décret)                                 |
| Beaumotte-lès-Montbozon                     | Beaumotte-lès-Montbozon                                                             | fusion                                                                            | 31 mai 1807 (Décret)                                 | 31 mai 1807 (Décret)                                 |
| Beaumotte-lès-Montbozon                     | Magny-lès-Cirey                                                                     | fusion                                                                            | 31 mai 1807 (Décret)                                 | 31 mai 1807 (Décret)                                 |
| Bonnevent-et-Velloreille-lès-Oiselay        | Bonnevent                                                                           | fusion                                                                            | 31 mai 1807 (Décret)                                 | 31 mai 1807 (Décret)                                 |
| Bonnevent-et-Velloreille-lès-Oiselay        | Velloreille-lès-Oiselay                                                             | fusion                                                                            | 31 mai 1807 (Décret)                                 | 31 mai 1807 (Décret)                                 |
| Velleguindry-et-Levrecey                    | Velleguindry                                                                        | fusion                                                                            | 31 mai 1807 (Décret)                                 | 31 mai 1807 (Décret)                                 |
| Velleguindry-et-Levrecey                    | Levrecey                                                                            | fusion                                                                            | 31 mai 1807 (Décret)                                 | 31 mai 1807 (Décret)                                 |
| Cirey                                       | Cirey-lès-Bellevaux                                                                 | fusion                                                                            | 23 avril 1807 (Décret)                               | 23 avril 1807 (Décret)                               |
| Cirey                                       | Les Neuves-Granges                                                                  | fusion                                                                            | 23 avril 1807 (Décret)                               | 23 avril 1807 (Décret)                               |
| Rioz                                        | Rioz                                                                                | fusion                                                                            | 23 avril 1807 (Décret)                               | 23 avril 1807 (Décret)                               |
| Rioz                                        | Anthon                                                                              | fusion                                                                            | 23 avril 1807 (Décret)                               | 23 avril 1807 (Décret)                               |
| Rioz                                        | Dournon                                                                             | fusion                                                                            | 23 avril 1807 (Décret)                               | 23 avril 1807 (Décret)                               |
| Sorans-lès-Breurey                          | Sorans                                                                              | fusion                                                                            | 23 avril 1807 (Décret)                               | 23 avril 1807 (Décret)                               |
| Sorans-lès-Breurey                          | Breurey-lès-Sorans                                                                  | fusion                                                                            | 23 avril 1807 (Décret)                               | 23 avril 1807 (Décret)                               |
| Sorans-lès-Breurey                          | Neuvelle-lès-Cromary (commune rétablie en 1831)                                     | fusion                                                                            | 23 avril 1807 (Décret)                               | 23 avril 1807 (Décret)                               |
| Oiselay-et-Grachaux                         | Oiselay                                                                             | fusion                                                                            | 10 mars 1807 (Décret)                                | 10 mars 1807 (Décret)                                |
| Oiselay-et-Grachaux                         | Grachaux                                                                            | fusion                                                                            | 10 mars 1807 (Décret)                                | 10 mars 1807 (Décret)                                |
| Scey-sur-Saône-et-Saint-Albin               | Scey-sur-Saône                                                                      | fusion                                                                            | 10 mars 1807 (Décret)                                | 10 mars 1807 (Décret)                                |
| Scey-sur-Saône-et-Saint-Albin               | Saint-Albin                                                                         | fusion                                                                            | 10 mars 1807 (Décret)                                | 10 mars 1807 (Décret)                                |
| Villers-le-Sec                              | Villers-le-Sec                                                                      | fusion                                                                            | 25 janvier 1807 (Décret)                             | 25 janvier 1807 (Décret)                             |
| Villers-le-Sec                              | Saint-Igny                                                                          | fusion                                                                            | 25 janvier 1807 (Décret)                             | 25 janvier 1807 (Décret)                             |
| Vaivre-et-Montoille                         | Vaivre                                                                              | fusion                                                                            | 6 janvier 1807 (Décret)                              | 6 janvier 1807 (Décret)                              |
| Vaivre-et-Montoille                         | Montoille                                                                           | fusion                                                                            | 6 janvier 1807 (Décret)                              | 6 janvier 1807 (Décret)                              |
| Aillevans                                   | Aillevans                                                                           | fusion                                                                            | 1807                                                 | 1807                                                 |
| Aillevans                                   | Oricourt (commune rétablie en 1819)                                                 | fusion                                                                            | 1807                                                 | 1807                                                 |
| Saint-Gand                                  | Saint-Gand                                                                          | fusion                                                                            | 1807                                                 | 1807                                                 |
| Saint-Gand                                  | Sept-Fontaines (commune rétablie en 1824)                                           | fusion                                                                            | 1807                                                 | 1807                                                 |
| Tromarey                                    | Tromarey                                                                            | fusion                                                                            | 1807,                                                | 1807,                                                |
| Tromarey                                    | Chancevigney                                                                        | fusion                                                                            | 1807,                                                | 1807,                                                |
| Tromarey                                    | Virey (commune rétablie en 1824)                                                    | fusion                                                                            | 1807,                                                | 1807,                                                |
| Andelarrot                                  | Andelarrot                                                                          | fusion                                                                            | 19 décembre 1806 (Décret)                            | 19 décembre 1806 (Décret)                            |
| Andelarrot                                  | Andelarre (commune rétablie en 1823)                                                | fusion                                                                            | 19 décembre 1806 (Décret)                            | 19 décembre 1806 (Décret)                            |
| Étrelles-et-la-Montbleuse                   | Étrelles                                                                            | fusion                                                                            | 12 novembre 1806 (Décret)                            | 12 novembre 1806 (Décret)                            |
| Étrelles-et-la-Montbleuse                   | La Montbleuse                                                                       | fusion                                                                            | 12 novembre 1806 (Décret)                            | 12 novembre 1806 (Décret)                            |
| Vantoux-et-Longevelle                       | Vantoux                                                                             | fusion                                                                            | 12 novembre 1806 (Décret)                            | 12 novembre 1806 (Décret)                            |
| Vantoux-et-Longevelle                       | Longevelle (canton de Gy)                                                           | fusion                                                                            | 12 novembre 1806 (Décret)                            | 12 novembre 1806 (Décret)                            |
| Mont-lès-Étrelles-et-Villers-Chemin         | Villers-Chemin                                                                      | fusion                                                                            | 12 novembre 1806 (Décret),                           | 12 novembre 1806 (Décret),                           |
| Mont-lès-Étrelles-et-Villers-Chemin         | Mont-lès-Étrelles                                                                   | fusion                                                                            | 12 novembre 1806 (Décret),                           | 12 novembre 1806 (Décret),                           |
| Mont-lès-Étrelles-et-Villers-Chemin         | Les Malbuissons                                                                     | fusion                                                                            | 12 novembre 1806 (Décret),                           | 12 novembre 1806 (Décret),                           |
| Broye-les-Loups-et-Verfontaine              | Broye-les-Loups                                                                     | fusion                                                                            | 23 septembre 1806 (Décret)                           | 23 septembre 1806 (Décret)                           |
| Broye-les-Loups-et-Verfontaine              | Verfontaine                                                                         | fusion                                                                            | 23 septembre 1806 (Décret)                           | 23 septembre 1806 (Décret)                           |
| Roche-et-Raucourt                           | Roche-sur-Vanon                                                                     | fusion                                                                            | 23 septembre 1806 (Décret)                           | 23 septembre 1806 (Décret)                           |
| Roche-et-Raucourt                           | Raucourt                                                                            | fusion                                                                            | 23 septembre 1806 (Décret)                           | 23 septembre 1806 (Décret)                           |
| Vellexon-Queutey-et-Vaudey                  | Vellexon                                                                            | fusion                                                                            | 23 septembre 1806 (Décret) 12 décembre 1806 (Décret) | 23 septembre 1806 (Décret) 12 décembre 1806 (Décret) |
| Vellexon-Queutey-et-Vaudey                  | Queutrey                                                                            | fusion                                                                            | 23 septembre 1806 (Décret) 12 décembre 1806 (Décret) | 23 septembre 1806 (Décret) 12 décembre 1806 (Décret) |
| Vellexon-Queutey-et-Vaudey                  | Vaudey                                                                              | fusion                                                                            | 23 septembre 1806 (Décret) 12 décembre 1806 (Décret) | 23 septembre 1806 (Décret) 12 décembre 1806 (Décret) |
| Bouhans-et-Feurg                            | Bouhans                                                                             | fusion                                                                            | 19 septembre 1806 (Décret)                           | 19 septembre 1806 (Décret)                           |
| Bouhans-et-Feurg                            | Feurg                                                                               | fusion                                                                            | 19 septembre 1806 (Décret)                           | 19 septembre 1806 (Décret)                           |
| Fretigney-et-Velloreille                    | Fretigney                                                                           | fusion                                                                            | 9 septembre 1806 (Décret)                            | 9 septembre 1806 (Décret)                            |
| Fretigney-et-Velloreille                    | Velloreille-lès-Fretigney                                                           | fusion                                                                            | 9 septembre 1806 (Décret)                            | 9 septembre 1806 (Décret)                            |
| Tincey-et-Pontrebeau                        | Tincey                                                                              | fusion                                                                            | 16 mai 1806 (Décret)                                 | 16 mai 1806 (Décret)                                 |
| Tincey-et-Pontrebeau                        | Pontrebeau                                                                          | fusion                                                                            | 16 mai 1806 (Décret)                                 | 16 mai 1806 (Décret)                                 |
| Chassey-lès-Montbozon                       | Chassey-lès-Montbozon                                                               | fusion                                                                            | 31 mars 1806 (Décret)                                | 31 mars 1806 (Décret)                                |
| Chassey-lès-Montbozon                       | La Maison-du-Vau                                                                    | fusion                                                                            | 31 mars 1806 (Décret)                                | 31 mars 1806 (Décret)                                |
| Grandvelle-et-Perrenot                      | Grandvelle                                                                          | fusion                                                                            | 31 mars 1806 (Décret)                                | 31 mars 1806 (Décret)                                |
| Grandvelle-et-Perrenot                      | Le Perrenot                                                                         | fusion                                                                            | 31 mars 1806 (Décret)                                | 31 mars 1806 (Décret)                                |
| Ternuay-Melay-et-Saint-Hilaire              | Ternuay                                                                             | fusion                                                                            | 18 février 1806 (Décret)                             | 18 février 1806 (Décret)                             |
| Ternuay-Melay-et-Saint-Hilaire              | Melay                                                                               | fusion                                                                            | 18 février 1806 (Décret)                             | 18 février 1806 (Décret)                             |
| Ternuay-Melay-et-Saint-Hilaire              | Saint-Hilaire                                                                       | fusion                                                                            | 18 février 1806 (Décret)                             | 18 février 1806 (Décret)                             |
| Faucogney-et-la-Mer                         | Faucogney                                                                           | fusion                                                                            | 18 février 1806 (Décret)                             | 18 février 1806 (Décret)                             |
| Faucogney-et-la-Mer                         | La Mer                                                                              | fusion                                                                            | 18 février 1806 (Décret)                             | 18 février 1806 (Décret)                             |
| Gray                                        | Gray                                                                                | fusion                                                                            | 14 février 1806 (Décret)                             | 14 février 1806 (Décret)                             |
| Gray                                        | Arc (commune rétablie en 1827)                                                      | fusion                                                                            | 14 février 1806 (Décret)                             | 14 février 1806 (Décret)                             |
| Gray                                        | La Maison-du-Bois                                                                   | fusion                                                                            | 14 février 1806 (Décret)                             | 14 février 1806 (Décret)                             |
| Vellefrey-et-Vellefrange                    | Vellefrey                                                                           | fusion                                                                            | 31 janvier 1806 (Décret)                             | 31 janvier 1806 (Décret)                             |
| Vellefrey-et-Vellefrange                    | Vellefrange                                                                         | fusion                                                                            | 31 janvier 1806 (Décret)                             | 31 janvier 1806 (Décret)                             |
| Vy-lès-Rupt                                 | Vy-lès-Rupt                                                                         | fusion                                                                            | 1806                                                 | 1806                                                 |
| Vy-lès-Rupt                                 | Grandecourt (commune rétablie en 1832)                                              | fusion                                                                            | 1806                                                 | 1806                                                 |
| Buthiers                                    | Buthiers                                                                            | fusion                                                                            | 7 décembre 1805 (Décret)                             | 7 décembre 1805 (Décret)                             |
| Buthiers                                    | Avouey                                                                              | fusion                                                                            | 7 décembre 1805 (Décret)                             | 7 décembre 1805 (Décret)                             |
| Auvet-et-la-Chapelotte                      | Auvet                                                                               | fusion                                                                            | 7 octobre 1805 (Arrêté) (15 vendémiaire an 14)       | 7 octobre 1805 (Arrêté) (15 vendémiaire an 14)       |
| Auvet-et-la-Chapelotte                      | La Chapelotte                                                                       | fusion                                                                            | 7 octobre 1805 (Arrêté) (15 vendémiaire an 14)       | 7 octobre 1805 (Arrêté) (15 vendémiaire an 14)       |
| Champlitte-et-le-Prélot                     | Champlitte                                                                          | fusion                                                                            | 24 mai 1805 (Décret) (24 prairial an 13)             | 24 mai 1805 (Décret) (24 prairial an 13)             |
| Champlitte-et-le-Prélot                     | Le Prélot                                                                           | fusion                                                                            | 24 mai 1805 (Décret) (24 prairial an 13)             | 24 mai 1805 (Décret) (24 prairial an 13)             |
| Neuvelle-lès-Cromary                        | Neuvelle-lès-Cromary                                                                | fusion                                                                            | 18 mars 1805 (Décret) (27 ventôse an 13)             | 18 mars 1805 (Décret) (27 ventôse an 13)             |
| Neuvelle-lès-Cromary                        | They                                                                                | fusion                                                                            | 18 mars 1805 (Décret) (27 ventôse an 13)             | 18 mars 1805 (Décret) (27 ventôse an 13)             |
| Autrey-lès-Gray                             | Autrey-lès-Gray                                                                     | fusion                                                                            | 1795-1800                                            | 1795-1800                                            |
| Autrey-lès-Gray                             | Fahy-lès-Autrey (commune rétablie en 1821)                                          | fusion                                                                            | 1795-1800                                            | 1795-1800                                            |
| Fouvent-le-Haut                             | Fouvent-le-Haut                                                                     | fusion                                                                            | 1795-1800                                            | 1795-1800                                            |
| Fouvent-le-Haut                             | Trécourt                                                                            | fusion                                                                            | 1795-1800                                            | 1795-1800                                            |
| Lieffrans                                   | Lieffrans-le-Grand                                                                  | fusion                                                                            | 1795-1800                                            | 1795-1800                                            |
| Lieffrans                                   | Lieffrans-le-Petit                                                                  | fusion                                                                            | 1795-1800                                            | 1795-1800                                            |
| Mailleroncourt-Saint-Pancras                | Mailleroncourt                                                                      | fusion                                                                            | 1795-1800                                            | 1795-1800                                            |
| Mailleroncourt-Saint-Pancras                | Saint-Pancras                                                                       | fusion                                                                            | 1795-1800                                            | 1795-1800                                            |
| Marnay                                      | Marnay                                                                              | fusion                                                                            | 1795-1800                                            | 1795-1800                                            |
| Marnay                                      | Marnay-la-Ville                                                                     | fusion                                                                            | 1795-1800                                            | 1795-1800                                            |
| Ruhans                                      | Ruhans                                                                              | fusion                                                                            | 1795-1800                                            | 1795-1800                                            |
| Ruhans                                      | Millandon                                                                           | fusion                                                                            | 1795-1800                                            | 1795-1800                                            |
| Vars                                        | Vars                                                                                | fusion                                                                            | 1795-1800                                            | 1795-1800                                            |
| Vars                                        | Theuley-l'Abbaye                                                                    | fusion                                                                            | 1795-1800                                            | 1795-1800                                            |
| Vy-lès-Filain                               | Vy-lès-Filain                                                                       | fusion                                                                            | 1795-1800                                            | 1795-1800                                            |
| Vy-lès-Filain                               | Laine                                                                               | fusion                                                                            | 1795-1800                                            | 1795-1800                                            |
| Aisey-et-Richecourt                         | Aisey                                                                               | fusion                                                                            | 1790-1794                                            | 1790-1794                                            |
| Aisey-et-Richecourt                         | Richecourt                                                                          | fusion                                                                            | 1790-1794                                            | 1790-1794                                            |
| Amblans-et-Velotte                          | Amblans                                                                             | fusion                                                                            | 1790-1794                                            | 1790-1794                                            |
| Amblans-et-Velotte                          | Velotte (canton de Lure)                                                            | fusion                                                                            | 1790-1794                                            | 1790-1794                                            |
| Athesans                                    | Athesans                                                                            | fusion                                                                            | 1790-1794                                            | 1790-1794                                            |
| Athesans                                    | Saint-Georges                                                                       | fusion                                                                            | 1790-1794                                            | 1790-1794                                            |
| Cirey                                       | Cirey                                                                               | fusion                                                                            | 1790-1794                                            | 1790-1794                                            |
| Cirey                                       | Bellevaux                                                                           | fusion                                                                            | 1790-1794                                            | 1790-1794                                            |
| Colombe-et-Essernay                         | Colombe                                                                             | fusion                                                                            | 1790-1794                                            | 1790-1794                                            |
| Colombe-et-Essernay                         | Essernay                                                                            | fusion                                                                            | 1790-1794                                            | 1790-1794                                            |
| Cornot                                      | Cornot                                                                              | fusion                                                                            | 1790-1794                                            | 1790-1794                                            |
| Cornot                                      | Artaufontaine                                                                       | fusion                                                                            | 1790-1794                                            | 1790-1794                                            |
| Équevilley                                  | Équevilley                                                                          | fusion                                                                            | 1790-1794                                            | 1790-1794                                            |
| Équevilley                                  | Courcelles                                                                          | fusion                                                                            | 1790-1794                                            | 1790-1794                                            |
| Fédry                                       | Fédry                                                                               | fusion                                                                            | 1790-1794                                            | 1790-1794                                            |
| Fédry                                       | Le Treuille                                                                         | fusion                                                                            | 1790-1794                                            | 1790-1794                                            |
| Germigney                                   | Germigney                                                                           | fusion                                                                            | 1790-1794                                            | 1790-1794                                            |
| Germigney                                   | La Loge                                                                             | fusion                                                                            | 1790-1794                                            | 1790-1794                                            |
| Gevigney-et-Mercey                          | Gevigney                                                                            | fusion                                                                            | 1790-1794                                            | 1790-1794                                            |
| Gevigney-et-Mercey                          | Mercey (canton de Combeaufontaine)                                                  | fusion                                                                            | 1790-1794                                            | 1790-1794                                            |
| Gray-la-Ville                               | Gray-la-Ville                                                                       | fusion                                                                            | 1790-1794                                            | 1790-1794                                            |
| Gray-la-Ville                               | Essertey                                                                            | fusion                                                                            | 1790-1794                                            | 1790-1794                                            |
| Hauterive-et-le-Cordonnet                   | Haute-Rive                                                                          | fusion                                                                            | 1790-1794                                            | 1790-1794                                            |
| Hauterive-et-le-Cordonnet                   | Le Cordonnet                                                                        | fusion                                                                            | 1790-1794                                            | 1790-1794                                            |
| Igny                                        | Igny                                                                                | fusion                                                                            | 1790-1794                                            | 1790-1794                                            |
| Igny                                        | L'Étang                                                                             | fusion                                                                            | 1790-1794                                            | 1790-1794                                            |
| La Lanterne-et-les-Armonts                  | La Lanterne                                                                         | fusion                                                                            | 1790-1794                                            | 1790-1794                                            |
| La Lanterne-et-les-Armonts                  | Armonds                                                                             | fusion                                                                            | 1790-1794                                            | 1790-1794                                            |
| Loulans                                     | Loulans                                                                             | fusion                                                                            | 1790-1794                                            | 1790-1794                                            |
| Loulans                                     | Griseuille                                                                          | fusion                                                                            | 1790-1794                                            | 1790-1794                                            |
| La Maize-et-Bellenoye                       | La Maize                                                                            | fusion                                                                            | 1790-1794                                            | 1790-1794                                            |
| La Maize-et-Bellenoye                       | Bellenoix                                                                           | fusion                                                                            | 1790-1794                                            | 1790-1794                                            |
| Montigny-lès-Cherlieu                       | Montigny                                                                            | fusion                                                                            | 1790-1794                                            | 1790-1794                                            |
| Montigny-lès-Cherlieu                       | Cherlieu                                                                            | fusion                                                                            | 1790-1794                                            | 1790-1794                                            |
| Montjustin                                  | Montjustin                                                                          | fusion                                                                            | 1790-1794                                            | 1790-1794                                            |
| Montjustin                                  | Velotte (canton de Noroy-le-Bourg)                                                  | fusion                                                                            | 1790-1794                                            | 1790-1794                                            |
| Passavant-la-Rochère                        | Passavant-la-Rochère                                                                | fusion                                                                            | 1790-1794                                            | 1790-1794                                            |
| Passavant-la-Rochère                        | Les Côtes                                                                           | fusion                                                                            | 1790-1794                                            | 1790-1794                                            |
| La Proiselière-et-Langle                    | La Proiselière                                                                      | fusion                                                                            | 1790-1794                                            | 1790-1794                                            |
| La Proiselière-et-Langle                    | Langle                                                                              | fusion                                                                            | 1790-1794                                            | 1790-1794                                            |
| Raddon-et-Chapendu                          | Raddon                                                                              | fusion                                                                            | 1790-1794                                            | 1790-1794                                            |
| Raddon-et-Chapendu                          | Chapendu                                                                            | fusion                                                                            | 1790-1794                                            | 1790-1794                                            |
| Thiénans                                    | Thiénans                                                                            | fusion                                                                            | 1790-1794                                            | 1790-1794                                            |
| Thiénans                                    | Montroz                                                                             | fusion                                                                            | 1790-1794                                            | 1790-1794                                            |
| Vallerois-le-Bois                           | Vallerois-le-Bois                                                                   | fusion                                                                            | 1790-1794                                            | 1790-1794                                            |
| Vallerois-le-Bois                           | Mont-Épenoux                                                                        | fusion                                                                            | 1790-1794                                            | 1790-1794                                            |
| Vallerois-Lorioz                            | Vallerois-Lorioz                                                                    | fusion                                                                            | 1790-1794                                            | 1790-1794                                            |
| Vallerois-Lorioz                            | Autricourt                                                                          | fusion                                                                            | 1790-1794                                            | 1790-1794                                            |

## Créations et rétablissements
| Nouvelle commune     | Commune affectée                                              | Mode de création              | Date (et nature) de la décision | Date d'effet                  |
| -------------------- | ------------------------------------------------------------- | ----------------------------- | ------------------------------- | ----------------------------- |
| Châlonvillars        | Châlonvillars-Mandrevillars (commune supprimée)               | Rétablissement et suppression | 11 août 1988 (Arrêté)           | 1er janvier 1989              |
| Mandrevillars        | Châlonvillars-Mandrevillars (commune supprimée)               | Rétablissement et suppression | 11 août 1988 (Arrêté)           | 1er janvier 1989              |
| Arbecey              | Purgerot-Arbecey (commune supprimée)                          | Rétablissement et suppression | 22 juin 1977 (Arrêté)           | 1er juillet 1977              |
| Purgerot             | Purgerot-Arbecey (commune supprimée)                          | Rétablissement et suppression | 22 juin 1977 (Arrêté)           | 1er juillet 1977              |
| Chauvirey-le-Châtel  | Chauvirey-le-Châtel-et-Chauvirey-le-Vieil (commune supprimée) | Rétablissement et suppression | 13 février 1845 (Ordonnance)    | 13 février 1845 (Ordonnance)  |
| Chauvirey-le-Vieil   | Chauvirey-le-Châtel-et-Chauvirey-le-Vieil (commune supprimée) | Rétablissement et suppression | 13 février 1845 (Ordonnance)    | 13 février 1845 (Ordonnance)  |
| Colombier            | Colombier-et-Comberjon (commune supprimée)                    | Rétablissement et suppression | 10 janvier 1842 (Ordonnance)    | 10 janvier 1842 (Ordonnance)  |
| Comberjon            | Colombier-et-Comberjon (commune supprimée)                    | Rétablissement et suppression | 10 janvier 1842 (Ordonnance)    | 10 janvier 1842 (Ordonnance)  |
| Le Haut-du-Them      | Servance                                                      | Démembrement                  | 21 février 1841 (Ordonnance)    | 21 février 1841 (Ordonnance)  |
| Mignavillers         | Granges-la-Ville                                              | Rétablissement                | 15 février 1835 (Ordonnance)    | 15 février 1835 (Ordonnance)  |
| Grandecourt          | Vy-lès-Rupt                                                   | Rétablissement                | 31 août 1832 (Ordonnance)       | 31 août 1832 (Ordonnance)     |
| Crevans              | Granges-le-Bourg                                              | Rétablissements               | 21 mars 1832 (Ordonnance)       | 21 mars 1832 (Ordonnance)     |
| Secenans             | Granges-le-Bourg                                              | Rétablissements               | 21 mars 1832 (Ordonnance)       | 21 mars 1832 (Ordonnance)     |
| Mignafans            | Granges-la-Ville                                              | Rétablissement                | 21 mars 1832 (Ordonnance)       | 21 mars 1832 (Ordonnance)     |
| Servigney            | Genevrey                                                      | Rétablissement                | 8 février 1832 (Ordonnance)     | 8 février 1832 (Ordonnance)   |
| Neuvelle-lès-Cromary | Sorans                                                        | Rétablissement                | 21 juin 1831 (Ordonnance)       | 21 juin 1831 (Ordonnance)     |
| Courmont             | Lomont                                                        | Rétablissement                | 1831                            | 1831                          |
| Arc                  | Gray                                                          | Rétablissement                | 8 août 1827 (Ordonnance)        | 8 août 1827 (Ordonnance)      |
| Granges-la-Ville     | Granges-le-Bourg                                              | Rétablissement                | 28 avril 1824 (Ordonnance)      | 28 avril 1824 (Ordonnance)    |
| Sept-Fontaines       | Saint-Gand                                                    | Rétablissement                | 1824                            | 1824                          |
| Virey                | Tromarey                                                      | Rétablissement                | 1824                            | 1824                          |
| Andelarre            | Andelarrot                                                    | Rétablissement                | 17 juin 1823 (Ordonnance)       | 17 juin 1823 (Ordonnance)     |
| Attricourt           | Lœuilley                                                      | Rétablissement                | 14 novembre 1821 (Ordonnance)   | 14 novembre 1821 (Ordonnance) |
| Fahy-lès-Autrey      | Autrey-lès-Gray                                               | Rétablissement                | 11 juillet 1821 (Ordonnance)    | 11 juillet 1821 (Ordonnance)  |
| Miellin              | Servance                                                      | Démembrement                  | 11 avril 1821 (Ordonnance)      | 11 avril 1821 (Ordonnance)    |
| Oricourt             | Aillevans                                                     | Rétablissement                | 1819                            | 1819                          |

## Modifications de nom officiel
| Ancien nom                           | Nouveau nom                         | Date (et nature) de la décision                                            |
| ------------------------------------ | ----------------------------------- | -------------------------------------------------------------------------- |
| Saint-Remy                           | Saint-Rémy-en-Comté                 | 5 novembre 2018 (Décret)                                                   |
| Gézier-et-Fontelenay                 | Gézier-et-Fontenelay                | 5 août 1992 (Décret)                                                       |
| Échenans                             | Échenans-sous-Mont-Vaudois          | 30 avril 1985 (Décret)                                                     |
| Châtenay                             | Châteney                            | 13 avril 1983 (Décret)                                                     |
| Loulans-les-Forges                   | Loulans-Verchamp                    | 13 avril 1983 (Décret)                                                     |
| Le Val-Saint-Éloy                    | Le Val-Saint-Éloi                   | 1er janvier 1982 (Date d'effet) Commission de révision du nom des communes |
| Beaumotte-lès-Montbozon-Aubertans    | Beaumotte-Aubertans                 | 27 septembre 1977 (Décret)                                                 |
| Broye-lès-Pesmes-Aubigney-Montseugny | Broye-Aubigney-Montseugny           | 8 février 1974 (Décret)                                                    |
| Le Plain-de-Corravillers             | Corravillers                        | 8 février 1974 (Décret)                                                    |
| Vellexon-Queutey-et-Vaudey           | Vellexon-Queutrey-et-Vaudey         | 29 août 1969 (Décret)                                                      |
| Vyans                                | Vyans-le-Val                        | 29 août 1969 (Décret)                                                      |
| Vitrey                               | Vitrey-sur-Mance                    | 19 juillet 1962 (Décret)                                                   |
| Arc                                  | Arc-lès-Gray                        | 10 mai 1962 (Décret),                                                      |
| Bonnevent-et-Velloreille-lès-Oiselay | Bonnevent-Velloreille               | 10 mai 1962 (Décret),                                                      |
| Conflans                             | Conflans-sur-Lanterne               | 10 mai 1962 (Décret),                                                      |
| Fessey-Dessous-et-Dessus             | Les Fessey                          | 10 mai 1962 (Décret),                                                      |
| Grandvelle-et-Perrenot               | Grandvelle-et-le-Perrenot           | 10 mai 1962 (Décret),                                                      |
| Loulans                              | Loulans-les-Forges                  | 10 mai 1962 (Décret),                                                      |
| Montjustin                           | Montjustin-et-Velotte               | 10 mai 1962 (Décret),                                                      |
| Voray                                | Voray-sur-l'Ognon                   | 10 mai 1962 (Décret),                                                      |
| Mont-lès-Étrelles-et-Villers-Chemin  | Villers-Chemin-et-Mont-lès-Étrelles | 1961 ???                                                                   |
| Luxeuil                              | Luxeuil-les-Bains                   | 26 mars 1924 (Décret)                                                      |
| Faymont-et-Vacheresse                | Faymont                             | 4 janvier 1923 (Loi)                                                       |
| Moffans                              | Moffans-et-Vacheresse               | 4 janvier 1923 (Loi)                                                       |
| Sauvigney-lès-Angirey                | Sauvigney-lès-Gray                  | 23 janvier 1914 (Décret)                                                   |
| Sept-Fontaines                       | La Vernotte                         | 7 novembre 1898 (Décret)                                                   |
| Hauterive-et-le-Cordonnet            | Cordonnet                           | 9 mai 1897 (Décret)                                                        |
| Dampierre-lès-Montbozon              | Dampierre-sur-Linotte               | 19 juin 1879 (Décret)                                                      |
| Rupt                                 | Rupt-sur-Saône                      | 10 août 1878 (Décret)                                                      |
| Crevans                              | Crevans-et-la-Chapelle-lès-Granges  | 3 décembre 1853 (Décret)                                                   |
| Saulnot                              | Saulnot-et-Malval                   | 1814                                                                       |
| Colombe-et-Essernay                  | Colombe-lès-Vesoul                  | ??                                                                         |

## Communes associées
Liste des communes ayant, ou ayant eu (en italique), à la suite d'une fusion, le statut de commune associée.
| Nom de la commune         | Code INSEE | Fusion-association                     | Fusion-association | Fusion-association                 | Fusion-association                          | D - Défusion ou F - transformation de l'association en fusion simple | D - Défusion ou F - transformation de l'association en fusion simple | D - Défusion ou F - transformation de l'association en fusion simple | D - Défusion ou F - transformation de l'association en fusion simple |
| Nom de la commune         | Code INSEE | date de la décision                    | date d'effet       | commune absorbante                 | nom de la commune résultant de la fusion    | D/F                                                                  | date de la décision                                                  | date d'effet                                                         | commentaire                                                          |
| ------------------------- | ---------- | -------------------------------------- | ------------------ | ---------------------------------- | ------------------------------------------- | -------------------------------------------------------------------- | -------------------------------------------------------------------- | -------------------------------------------------------------------- | -------------------------------------------------------------------- |
| Étroitefontaine           | 70223      | Arrêté préfectoral du 21 décembre 1972 | 31 décembre 1972   | Athesans                           | Athesans-Étroitefontaine                    |                                                                      |                                                                      |                                                                      |                                                                      |
| Virey                     | 70570      | Arrêté préfectoral du 18 décembre 1972 | 31 décembre 1972   | Avrigney                           | Avrigney-Virey                              |                                                                      |                                                                      |                                                                      |                                                                      |
| Quitteur                  | 70434      | Arrêté préfectoral du 5 octobre 1972   | 31 décembre 1972   | Beaujeu-Saint-Vallier-et-Pierrejux | Beaujeu-Saint-Vallier-Pierrejux-et-Quitteur |                                                                      |                                                                      |                                                                      |                                                                      |
| Aubertans                 | 70033      | Arrêté préfectoral du 21 décembre 1972 | 31 décembre 1972   | Beaumotte-lès-Montbozon            | Beaumotte-lès-Montbozon-et-Aubertans        |                                                                      |                                                                      |                                                                      |                                                                      |
| Aubigney                  | 70034      | Arrêté préfectoral du 22 décembre 1972 | 31 décembre 1972   | Broye-lès-Pesmes                   | Broye-lès-Pesmes-Aubigney-Montseugny        |                                                                      |                                                                      |                                                                      |                                                                      |
| Montseugny                | 70370      | Arrêté préfectoral du 22 décembre 1972 | 31 décembre 1972   | Broye-lès-Pesmes                   | Broye-lès-Pesmes-Aubigney-Montseugny        |                                                                      |                                                                      |                                                                      |                                                                      |
| Mandrevillars             | 70330      | Arrêté préfectoral du 18 décembre 1972 | 31 décembre 1972   | Châlonvillars                      | Châlonvillars-Mandrevillars                 | D                                                                    | Arrêté préfectoral du 11 août 1988                                   | 1er janvier 1989                                                     | Châlonvillars-Mandrevillars reprend le nom de Châlonvillars          |
| Champlitte-la-Ville       | 70123      | Arrêté préfectoral du 18 décembre 1972 | 31 décembre 1972   | Champlitte-et-le-Prélot            | Champlitte                                  |                                                                      |                                                                      |                                                                      |                                                                      |
| Leffond                   | 70300      | Arrêté préfectoral du 18 décembre 1972 | 31 décembre 1972   | Champlitte-et-le-Prélot            | Champlitte                                  |                                                                      |                                                                      |                                                                      |                                                                      |
| Margilley                 | 70333      | Arrêté préfectoral du 18 décembre 1972 | 31 décembre 1972   | Champlitte-et-le-Prélot            | Champlitte                                  |                                                                      |                                                                      |                                                                      |                                                                      |
| Montarlot-lès-Champlitte  | 70354      | Arrêté préfectoral du 18 décembre 1972 | 31 décembre 1972   | Champlitte-et-le-Prélot            | Champlitte                                  |                                                                      |                                                                      |                                                                      |                                                                      |
| Neuvelle-lès-Champlitte   | 70382      | Arrêté préfectoral du 18 décembre 1972 | 31 décembre 1972   | Champlitte-et-le-Prélot            | Champlitte                                  |                                                                      |                                                                      |                                                                      |                                                                      |
| Frettes                   | 52210      | Décret du 17 juin 1974                 | 1er juillet 1974   | Champlitte                         | Champlitte                                  |                                                                      |                                                                      |                                                                      |                                                                      |
| Fouvent-le-Bas            | 70246      | Arrêté préfectoral du 5 juin 1973      | 1er juillet 1973   | Fouvent-le-Haut                    | Fouvent-Saint-Andoche                       |                                                                      |                                                                      |                                                                      |                                                                      |
| Saint-Andoche             | 70458      | Arrêté préfectoral du 5 juin 1973      | 1er juillet 1973   | Fouvent-le-Haut                    | Fouvent-Saint-Andoche                       |                                                                      |                                                                      |                                                                      |                                                                      |
| Château-Lambert           | 70139      | Arrêté préfectoral du 18 décembre 1972 | 31 décembre 1972   | Le Haut-du-Them                    | Haut-du-Them-Château-Lambert                |                                                                      |                                                                      |                                                                      |                                                                      |
| Bussurel                  | 70108      | Arrêté préfectoral du 18 décembre 1972 | 31 décembre 1972   | Héricourt                          | Héricourt                                   |                                                                      |                                                                      |                                                                      |                                                                      |
| Noroy-lès-Jussey          | 70391      | Arrêté préfectoral du 12 décembre 1972 | 31 décembre 1972   | Jussey                             | Jussey                                      |                                                                      |                                                                      |                                                                      |                                                                      |
| Betoncourt-les-Ménétriers | 70068      | Arrêté préfectoral du 12 décembre 1972 | 31 décembre 1972   | Morey                              | La Roche-Morey                              |                                                                      |                                                                      |                                                                      |                                                                      |
| Saint-Julien              | 70465      | Arrêté préfectoral du 12 décembre 1972 | 31 décembre 1972   | Morey                              | La Roche-Morey                              |                                                                      |                                                                      |                                                                      |                                                                      |
| Suaucourt-et-Pisseloup    | 70495      | Arrêté préfectoral du 12 décembre 1972 | 31 décembre 1972   | Morey                              | La Roche-Morey                              | F                                                                    | Arrêté préfectoral du 2 mars 1990                                    | 1er avril 1990                                                       |                                                                      |
| Arbecey                   | 70025      | Arrêté préfectoral du 21 décembre 1972 | 31 décembre 1972   | Purgerot                           | Purgerot-Arbecey                            | D                                                                    | Arrêté préfectoral du 22 juin 1977                                   | 1er juillet 1977                                                     | Purgerot-Arbecey reprend le nom de Purgerot                          |
| Les Fontenis              | 70241      | Arrêté préfectoral du 12 décembre 1972 | 31 décembre 1972   | Rioz                               | Rioz                                        |                                                                      |                                                                      |                                                                      |                                                                      |
| Corcelles                 | 70173      | Arrêté préfectoral du 21 décembre 1972 | 31 décembre 1972   | Saulnot                            | Saulnot                                     |                                                                      |                                                                      |                                                                      |                                                                      |
| Gonvillars                | 70270      | Arrêté préfectoral du 21 décembre 1972 | 31 décembre 1972   | Saulnot                            | Saulnot                                     | F                                                                    | Arrêté préfectoral du 30 avril 1997                                  | 1er mai 1997                                                         |                                                                      |
| Mignafans                 | 70346      | Arrêté préfectoral du 18 décembre 1972 | 31 décembre 1972   | Senargent                          | Senargent-Mignafans                         |                                                                      |                                                                      |                                                                      |                                                                      |
| Charentenay               | 70131      | Arrêté préfectoral du 21 décembre 1972 | 31 décembre 1972   | Soing                              | Soing-Cubry-Charentenay                     |                                                                      |                                                                      |                                                                      |                                                                      |
| Cubry-lès-Soing           | 70191      | Arrêté préfectoral du 21 décembre 1972 | 31 décembre 1972   | Soing                              | Soing-Cubry-Charentenay                     |                                                                      |                                                                      |                                                                      |                                                                      |
| Échevanne                 | 70209      | Arrêté préfectoral du 2 mars 1973      | 1er avril 1973     | Velesmes                           | Velesmes-Échevanne                          |                                                                      |                                                                      |                                                                      |                                                                      |

## Modifications de limites communales
Le plus souvent, les modifications des limites communales décidées par arrêtés préfectoraux ne sont pas répertoriées dans le Journal officiel ni dans le Bulletin officiel.
| La commune de ...                        | ... cède du territoire à la commune de ... | précisions                                   | Date (et nature) de la décision               |
| ---------------------------------------- | ------------------------------------------ | -------------------------------------------- | --------------------------------------------- |
| Bithaine-et-le-Val                       | Genevreuille                               | 7 habitants                                  | 19 décembre 1984 (Décret)                     |
| Ruffey-le-Château (département du Doubs) | Brussey                                    | 11 habitants Superficie de 29 ha 31 a 68 ca  | 28 juillet 1971 (Décret)                      |
| Fondremand Recologne-lès-Rioz Trésilley  | Recologne-lès-Rioz Trésilley Fondremand    |                                              | 18 juin 1966 (Arrêté)                         |
| Vesoul                                   | Frotey-lès-Vesoul                          | 6 habitants Superficie de 18 ha 64 a 14 ca   | 27 novembre 1961 (Décret)                     |
| Frotey-lès-Vesoul                        | Vesoul                                     | Superficie de 34 ha 85 a 42 ca               | 27 novembre 1961 (Décret)                     |
| Gray-la-Ville                            | Gray                                       | Lieu-dit En-Sonjour Superficie de 88 a 93 ca | 9 juin 1960 (Arrêté)                          |
| Autrey-lès-Gray                          | Essertenne-et-Cecey                        | 10 habitants                                 | 23 février 1959 (Arrêté) 2 mars 1959 (Arrêté) |
| Faymont                                  | Moffans                                    | Section de Vacheresse                        | 4 janvier 1923 (Loi)                          |
| Champtonnay                              | Arsans                                     |                                              | 26 février 1903 (Loi)                         |
| Navenne                                  | Vesoul                                     |                                              | 24 août 1876 (Décret)                         |
| Noidans                                  | Vesoul                                     |                                              | 24 août 1876 (Décret)                         |
| Champlitte Champlitte-la-Ville           | Champlitte-la-Ville Champlitte             |                                              | 21 juin 1865 (Loi)                            |
| Martinvelle (département des Vosges)     | Passavant                                  |                                              | 2 juillet 1862 (Loi)                          |
| Apremont Mantoche                        | Mantoche Apremont                          |                                              | 6 juillet 1860 (Loi)                          |
| Navenne                                  | Vesoul                                     |                                              | 21 mai 1860 (Loi)                             |
| Noidans                                  | Vesoul                                     |                                              | 21 mai 1860 (Loi)                             |
| Granges-le-Bourg                         | Crevans                                    | Enclave de La Chapelle                       | 3 décembre 1853 (Décret)                      |
| Esmoulières                              | Faucogney                                  | Section d'Oroz                               | 10 juin 1853 (Loi)                            |

## Transfert d'un autre département
| Département d'origine | Département de rattachement | Communes concernées                                    | Décision              |
| --------------------- | --------------------------- | ------------------------------------------------------ | --------------------- |
| HAUTE-MARNE           | HAUTE-SAÔNE                 | Frettes (pour fusionner avec la commune de Champlitte) | 17 juin 1974 (Décret) |
| DOUBS                 | HAUTE-SAÔNE                 | Couthenans                                             | 26 mars 1829 (Loi)    |